# Estnische Bandynationalmannschaft der Herren
Die estnische Bandynationalmannschaft der Herren präsentiert Estland bei internationalen Spielen im Bandy. 
1923 trugen die Esten ihr erstes Länderspiel in Helsinki gegen Finnland aus, das die finnische Mannschaft mit 22:0 gewann. Estland nahm 2003 das erste Mal an einer Weltmeisterschaft im Bandy teil. Zuvor spielten estnische Spieler in der Nationalmannschaft der Sowjetunion. Der nationale Bandyverband Eesti Jääpalliliitt wurde 2001 gegründet und 2002 in den Weltverband aufgenommen.

## Weltmeisterschaften
| Jahr | Austragungsort          | Platz           |
| ---- | ----------------------- | --------------- |
| 2003 | Archangelsk             | 8. Platz        |
| 2004 | mehrere Austragungsorte | 10. Platz       |
| 2005 | Kasan                   | 10. Platz       |
| 2006 | mehrere Austragungsorte | 12. Platz       |
| 2007 | Kemerowo                | 12. Platz       |
| 2008 | Moskau                  | 10. Platz       |
| 2009 | mehrere Austragungsorte | 9. Platz        |
| 2010 | Moskau                  | keine Teilnahme |
| 2011 | Kasan                   | keine Teilnahme |
| 2012 | Almaty                  | 12. Platz       |
| 2013 | Vetlanda                | 11. Platz       |
| 2014 | Irkutsk & Schelechow    | 10. Platz       |

Herren:
Belarus |
Deutschland |
Estland |
Finnland |
Japan |
Kanada |
Kasachstan |
Kirgisistan |
Lettland |
Mongolei |
Niederlande |
Norwegen |
Russland |
Schweden |
Somalia |
Ukraine |
Ungarn |
Vereinigte Staaten
Ehemalige Nationalmannschaften:
Sowjetunion
Damen:
Finnland |
Schweden |
Norwegen |
Russland |
Vereinigte Staaten |
Kanada |
Ungarn